# Charles Hannick
Charles Louis (Karel) Hannick, né le 15 octobre 1867 à Gand et y décédé le 24 décembre 1944 fut un syndicaliste et homme politique belge socialiste.
Hannick fut employé et travailleur du lin.
Il fut élu conseiller communal de Gand (1921-32), conseiller provincial de la province de Flandre-Orientale (1912-22) et sénateur de l'arrondissement de Gand-Eeklo (1922-32), en suppléance d'Emile Coppieters, décédé.

## Sources
- Bio sur ODIS